# Tom Forssner
Tom Hjalmar Forssner, född 21 oktober 1874, död 2 mars 1951, var en svensk advokat. Han var bror till Hjalmar Forssner och Gunnar Forssner.
Forssner blev juris kandidat vid Uppsala universitet 1900, och var advokat i Stockholm från 1901. 1927 blev han juris hedersdoktor i Uppsala. Forssner var från 1920 till 1933 ordförande i Sveriges advokatsamfund och nedlade avsevärt arbete i samfundets angelägenheter. Forssner var även litterärt verksam och utgav skådespelen Ester (1907, uppfört 1909) och Den stora donationen (1919, uppfört 1921).